# Astra 4B
Az Astra 4B (másként Sirius 5) egy luxemburgi kommunikációs műhold.

## Küldetés
A műhold biztosítja a teljes körű televíziós műsorszóró szolgáltatást, beleértve a HDTV és más fejlett audiovizuális és a széles sávú szolgáltatásokat. Szolgáltatást Európában, Közel-Keleten, Afrikában, Észak-Amerikában, Dél-Amerikában végez.

## Jellemzői
Gyártotta a Space Systems Loral (SSL), üzemeltette a Société Européenne des Satellites-Astra (SES Astra) Európa műhold üzemeltető magáncég leányvállalata, a SES Sirius AB.
Megnevezései:  COSPAR: 2012-036A; SATCAT kódja: 38652.
2012. július 9-én a Bajkonuri űrrepülőtérről, a 81/24-es indítóállásból egy Proton–M (Briz-M Ph.3) hordozórakétával állították közepes magasságú Föld körüli pályára (MEO = Medium Earth Orbit). Az orbitális pályája 1434,12 perces, 5° hajlásszögű, Geoszinkron pálya perigeuma 35 700 kilométer, az apogeuma 35 782 kilométer volt.
Alakja prizma, méretei 2 x 3 x 8.3 méter, tömege 6008 kilogramm. Szolgálati idejét 15 évre tervezték. Háromtengelyesen stabilizált (Nap-Föld érzékeny) űreszköz. 66 televíziós csatorna, valamint videó és internet szolgáltatást végez. Telemetriai szolgáltatását antennák segítik. Információ lejátszó KU-sávos, 36 (30 aktív+6 tartalék) + 24 C-band transzponder biztosította Európa lefedettségét. A műholdon a GNSS korrekcióra szolgáló EGNOS rendszer L sávban működő két transzpondere is helyet kapott. Az űreszközhöz napelemeket rögzítettek (kinyitva 27 méter; 8 kW), éjszakai (földárnyék) energia ellátását újratölthető kémiai akkumulátorok biztosították. A stabilitás és a pályaelemek elősegítése érdekében plazma hajtóművel felszerelt.